# アメリカン・スプレンダー
『アメリカン・スプレンダー』（American Splendor）は、2003年製作のアメリカ映画。シャリ・スプリンガー・バーマンとロバート・プルチーニの共同監督。二人は夫婦で、これが初めての長編映画である。
アメリカでカルト的な人気を誇るコミック『アメリカン・スプレンダー』の原作者ハービー・ピーカーがモデル。本人も出演している。

## ストーリー
クリーヴランドの病院で書類整理の仕事をするハーヴィーは、毎日退屈で冴えない日々を送っていた。ある日、そんな自分の日常をコミック化することを思いつき、友人に作画を頼んで、プライベート・コミック『アメリカン・スプレンダー』を発行したところ、その友人が著名な漫画家ロバート・クラムであったこともあり、意外なことに一部でカルト的な話題になった。
そして、その漫画のファンだという女性が現れ、彼女と結婚することもできた。

## キャスト
※括弧内は日本語吹替
- ハーヴィー・ピーカー - ポール・ジアマッティ（後藤哲夫）
- ジョイス・ブラブナー - ホープ・デイヴィス（安達忍）
- ロバート・クラム - ジェームズ・アーバニアク（大黒和広）
- トビー・ラドロフ - ジュダ・フリードランダー（長島雄一）
- ボーツ - アール・ビリングス（藤本譲）
- フレッド - ジェームズ・マキャフリー（相沢正輝）
- ダニエル - マデリン・スウィーテン（沢城みゆき）
- ハーヴィー・ピーカー（小島敏彦）
- ジョイス・ブラブナー（木村有里）
- トビー・ラドロフ（水野龍司）